# متطابقة بيزو
متطابقة بيزو (بالإنجليزية: Bézout's identity)‏ هي مبرهنة في نظرية الأعداد الابتدائية. ليكن a و b عددين صحيحين وليكن d قاسمهما المشترك الأكبر، إذن يوجد عددان صحيحان x و y يحققان الصيغة التالية:
{\displaystyle ax+by=d\,}
x و y يسميان معاملا بوزو بالنسبة ل a و b.
سميت هاته المتطابقة وهذه المعاملات هكذا نسبة إلى عالم الرياضيات الفرنسي إيتيان بيزو.
وخلال قيامه بأبحاث حول قابلية القسمة بالنسبة للحدوديات أعطى برهانا للمبرهنة التي تحمل اسمه وهي كالتالي:
{\displaystyle a\wedge b=1\Leftrightarrow (\exists (u,v)\in \mathbb {Z} {}^{\text{2}}):au+bv=1}

## التاريخ
أول برهان معروف لهذه المتطابقة يرجع لكلود غاسبارد باشي دي ميزيرياك. وقد ورد في الطبعة الثانية لكتابه Problèmes plaisans et délectables qui se font par les nombres الذي طبع سنة 1624.
في القرن 18، عمم إيتيين بوزو هذه النتيجة، وبخاصة على الحدوديات.

## عدم وحدانية الحلول
انطلاقا من حل خاص (m, n)، من السهل إيجاد كل الحلول الأخرى:
{\displaystyle a\left(m-k{b \over d}\right)+b\left(n+k{a \over d}\right)=d}
حيث k متغير في Z.

### مبرهنة بيزو (Bézout)
a وb عددان صحيحان غير منعدمين، لدينا:
{\displaystyle GCD(a,b)=1\Leftrightarrow \exists (u,v)\in \mathbb {Z} ^{2}\quad au+bv=1}.
- مثال

ليكن العددان الصحيحان {\displaystyle a=7} و{\displaystyle b=9}
باختيار {\displaystyle u=4} و {\displaystyle v=-3} لدينا {\displaystyle au+bv=1} ومنه العددان 7 و9 أوليان فيما بينهما.

## تعميمات
يمكن تعميم متطابقة بوزو لأكثر من عنصرين: إذا كان
{\displaystyle \gcd(a_{1},a_{2},\ldots ,a_{n})=d}
فإن هناك أعداداً صحيحة نسبية
{\displaystyle x_{n},\dots ,x_{1}}
بحيث:
{\displaystyle d=a_{1}x_{1}+a_{2}x_{2}+\cdots +a_{n}x_{n}}.
بتعبير آخر: {\displaystyle d} هو أصغر عدد صحيح موجب يكتب كتأليفة خطية للأعداد {\displaystyle a_{n},\dots ,a_{1}} بمعاملات صحيحة.